# ミスティックアーク
『ミスティックアーク』 (MYSTIC ARK) は、1995年7月14日に日本のエニックスから発売されたスーパーファミコン用ロールプレイングゲーム。
奇妙な術により人形にされ謎の神殿へと連れ去られた主人公が元の世界に戻るためアークを捜す内容となっている。子供だけが存在する幻想的な世界を特徴としている。
開発はプロデュース!が行い、プロデューサーは『熱血大陸バーニングヒーローズ』（1995年）を手掛けた菊本裕智および斉藤陽介、音楽は『ワンダープロジェクトJ 機械の少年ピーノ』（1994年）を手掛けた森彰彦、キャラクター・デザインおよびモンスター・デザインはイラストレーターの山田章博および米田仁士が担当している。
本作はゲーム誌『ファミコン通信』の「クロスレビュー」にてシルバー殿堂を獲得した。
後に続編となるPlayStation用ソフト『ミスティックアーク まぼろし劇場』（1999年）も同社より発売された。そちらはシステムが一新され、ジャンルはアドベンチャーゲームとなっている。

## ゲーム内容
目立つ箇所や調度品など、特定の場所を調べると挿絵のような画面に切り替わり、その部分に注目することができる。触る、動かす、アイテムやアークを使うなど、様々な手法を駆使して謎解きに挑むことになる。初期に訪れる場所でも、ある程度シナリオが進行していないと解けなくなっているものも存在する。
物語を進めるうちに手に入る七つのアーク（精霊のようなもの）は様々な探索に使用するほか、武具に宿らせることによって属性が備わり、攻撃・防御効果を変化させる。また。当初は主人公一人で行動するが、力もしくは知恵のアークを入手した後は、主人公が目覚めた部屋に置かれたフィギュアを持ち運び、そのアークを宿らせることによって仲間として生身の姿を実体化させることができ、主人公を含めて最大3人までのパーティを組むことが出来る。ただし、戦闘中倒れた仲間はフィギュアとなり神殿に戻されるため、取りに戻る必要がある。捕えたモンスターにアークを宿らせると特殊アイテムになったりもする。
敵が出現するエリアでは、画面左上に“クリスタル”の効果として自分を中心としたレーダーが表示される。中央の青い点が敵の反応である白い点に触れることで戦闘に入る。地形に阻まれない限り、敵反応を避けて逃げ続けることも可能。また、敵も常に移動しているので、こちらが移動していなくてもエンカウントする。クリスタルが使用不能になるダンジョンも存在する。

## 設定

### ストーリー
物語の舞台は人がこの世に生まれてくるまえの世界。主人公は旅の最中、何者かの奇妙な術により人形（フィギュア）と化し連れ去られてしまう。
人気のない神殿。そこには無数のフィギュアが並べられており、主人公もその中の一体となっていた。しかし、やがて聞こえてきた何者かの呼びかけに応えるかのように、偶然に人としての姿を取り戻した主人公は、7つのアークを集めることで現実の世界へ戻れるということを知り、アークを捜す冒険を始めることになる。
その声に導かれるままクリスタルを手にした主人公は、自らの世界に戻るため、世界の扉を開くカギと言われるアーク探しの旅へと赴くことになる。

### 七つの世界
女神の島
七つの世界につながる扉を持つ冒険の基点。この島では女神の加護か、敵が一切出現せず、謎解きに専念することとなる。
砂の世界
- 入手アーク:力のアーク

見渡す限り砂漠の世界。ここでは海賊船に乗った二本足で歩く猫たちの戦争に巻き込まれる。
果物の世界
- 入手アーク:光のアーク

人々が巨大な果実の中に町を作り暮らしている世界。しかし、水不足と巨大な昆虫ビートルの出現に人々は困り果てていた。
子供の世界
- 入手アーク:知恵のアーク

子供しかいない世界。子供たちは、人気のない街や大きな家、お菓子の山で遊び回る。唯一の大人は、彼らの保護者であるセシルのみ。
緑の世界
- 入手アーク:火のアーク

色・音・時間など、自然にそこにあるはずのものを失った世界。主人公はその元凶を突き止めようとする。
風の世界
- 入手アーク:木のアーク

風荒ぶ世界。風車があり巨人の伝説が生きる世界。主人公は到着するや「風の勇者」として祭り上げられることになる。
闇の世界
- 入手アーク:水のアーク

異様に広い、魔物が徘徊する無人の洋館。世界とは名ばかりで、舞台はこの洋館内部のみである。数々の世界で主人公の妨害をしてきた怪物“闇”が生まれ、そして育った場所だが、本人も思い出したくないと語っている。この世界は主人公一人で進まねばならず、また一度クリアしたら二度と入ることが出来ない。
おとぎの世界
- 入手アーク:闇のアーク

おとぎ話の住人達が暮らす世界。この世界の王は、おおかみの悪事に悩み、退治できる者を募っている。
ラストダンジョン
主人公が最初に目覚めた部屋の扉から闇のアークを使い進むことになるダンジョン。自分の存在すべき世界に繋がっている。

### パズル
ゲーム内では様々なパズルが登場する。パズルを解くことでアイテムを手に入れたりヒントが聞けたりと重要なものが多い。

## 登場人物
プレイヤーキャラクターは主人公を含め一言も言葉を発することがない。詳細な設定を与えられている意味があまり感じられない一方、孤独感や独特の雰囲気の醸成には成功している。

### プレイヤーキャラクター
主人公以外のキャラクターは、スタート地点である神殿の中にフィギュアの状態で置かれている。物語を進めるなかで手に入れたアークをキャラクターフィギュアに宿らせることで仲間として使用することができる。
レミール / フェリス（デフォルト名/変更可）
- 年齢：不詳
- 性別：♂/♀

本作の主人公。魔法剣士。性別はゲーム開始前に男女いずれかを選択。
性別によって覚える魔法の種類や技の習得レベルに違いが出る。
唯一、モンスターをフィギュアに変える能力を持つ。
ミレーネ
- 年齢：32歳
- 性別：♀

魔法使い。大都会の出身であり、占いで生計を立てていた。
腕力こそないが、敵の能力を削ぐ魔法や MPを吸い取る能力
炎を中心とした強力な攻撃魔法の数々を習得する。
ラックス
- 年齢：不詳
- 性別：男性型

鉄人。本来は与えられた命令をただこなすだけの機械であったが
とある子供との出会いで感情らしきものが芽生えるようになる。
分厚い装甲の防御力は高く、電撃やレーザーなど雷属性の特技を操ることができる。氷系魔法に弱い。
リーシャイン
- 年齢：16歳
- 性別：♀

闘士。草原の民の族長の娘として生まれ、自由奔放に育った。
魔法は一切使えず 装備できる防具が少ない反面、強靱な身体能力を武器とする。
キャラクター内で最高のパワーとガードを誇る。
トキオ
- 年齢：28歳
- 性別：♂

忍者。戦争の続く乱世の国に生まれ、兵士となった。
体力面で不安があるが、素早さが高く装備も恵まれている。
序盤は非力だが分身斬りを覚えると非常に強力になる。
カミオー
- 年齢：不詳
- 性別：♂

鬼人。心ある村人達の手によって育てられるが、成長するにつれ自らの醜悪な姿を知る。
恩ある人達に難が降りかかることをおそれた彼はただ一人離れて暮らす道を選んだ。
力が強く、氷・即死系魔法を操り、炎を吐くこともできる。
装備可能な武器、防具が少ないものの、氷属性以外の魔法と物理攻撃に強い。
メイシャ
- 年齢：17歳
- 性別：♀

僧侶。魔術師の名家に生まれるが、名誉重視の家風に反発し家を捨てた。
肉弾戦こそ向かないが、補助・回復魔法のエキスパートである。
神聖魔法や自分のMPを回復する特技も習得する。

### その他の登場人物

#### 女神の島
女神
主人公を教え導く存在。女神の姿をした像を介してのみ声を届けることができるらしい。
暖炉の炎
隠された扉のヒントを示してくれる。なぜか中国人なまりで話す。

#### 砂の世界
ブラッドフック軍
南側、赤い海賊船の軍。船底の採掘場の金属を掘り尽くしたため、武器不足に悩んでいる。
アロンソ
ブラッドフック号船長。
シックスパック
ブラッドフック号戦闘部隊隊長。新入りとなった主人公に様々な任務を与えてくれる。
ブラッグ
ブラッドフック号乗組員。ガンボス軍との休戦を進言したため地下牢に入れられた。タマネギが好物。
ピンクヘッド
ブラッドフック号乗組員。ガンボス号にスパイとして潜入している。
ブルミンチ
ブラッドフック号料理長。失踪中。

ガンボス軍
北側、黒い海賊船の軍。回復薬が底をつきかけている。
クリブト
ガンボス号船長。昔から船乗りの家系であるらしい。フルネームはクリブト・デ・チャベス。

その他
マトーヤ
「大灯台」と呼ばれる高い塔の上に住む猫の魔女。大した用事もなく塔に入ると電撃で追い返される。

#### 果物の世界
長老
スイカの町の長老。アークの噂を利用して、体よく主人公をこき使う。
なまけ者
スイカの町に住む太った男たち。食べる事以外に関心を示さないが、意外な特技を持つ。
コスッカラ
ビートルの姿でたびたび現れるが、正体は狐の化け物。小悪党ではあるが、一々腹立たしい言動が特徴。

#### 子供の世界
セシル
この世界唯一の大人で、子供たちの世話をしている女性。最近は病気がちらしい。
アプリコット
青いずきんの女の子。少し話が長い。おままごとが好き。
ビンス
緑のシャツと緑の靴の男の子。ちょっと意地悪。
カタバンチ
青いシャツと白い靴の男の子。とてもやさしい。
レイ
薄茶のシャツと青い靴の男の子。本名はレイモンド。
シンシア
金髪おさげに青い服の女の子。帽子を木に引っかけてしまった。
エンナ
黒いおさげに白い服の女の子。すぐに眠ってしまうクセがある。甘いものがあまり好きではない。
トテチトテ
黒髪に緑の服の男の子。本のページを破いたことがあるらしい。
ミリア
水色のずきんの女の子。本を大事にしている。
ニーン
薄茶のおさげに水色の服の女の子。勝ち気な性格。
バーニース
赤いシャツと白い靴の男の子。一番おとなしい。
ククル
薄茶のおさげに赤い服の女の子。ニーンより年下らしい。砂場遊びが好き。
ベン
青いシャツと青い靴の男の子。食いしんぼう。
レジーナ
金髪おさげに薄茶の服の女の子。なにかのハートを持っている。
キメラ
闇のしもべ。闇と契約を交わした人物を使って肉体を改造し、何者も凌駕する生物になろうとしている。

#### 緑の世界
エジソン
キープンサインの町はずれに住む科学者。世界中に存在する機械について研究しているが、周囲からは変わり者と思われている。なぜか主人公の名前をちゃんと呼ばない。
グラハム
キープンサインの防具屋の息子。武器屋になるために家を飛び出したまま消息がつかめない。
カポネ
スノーゲートのふもとで、行き交う旅人から高額の通行料と護衛代を徴収している。かなり腕っ節が強いらしい。
ロナ
カポネの一人娘。当初は行方不明。
フレデリック、ルードビッヒ、ボルフガング
デュプロの音楽家。音が失われ、落ち込んでいる。
ビンセント
デュプロの画家。黄昏を描くため旅に出た。
パブロ
デュプロの画家。ベルの森に絵を描きに行っている。
マリリン
ラットウッドの入口にいる老婆。ドレスの地味さを気にしている。
アインシュタイン
ラットウッドに住む科学者。エジソンと同じく機械について研究している。初登場時には病臥していた。
ルースレンチ
メタリモのリーダー。メタリモを開拓した伝説の勇者の末裔だという。
フェリス
女主人公と同名の女性。仲間にはならず、姿も異なる。主人公が女性であっても会うことが出来る。

#### 風の世界
長老
ナナカの長。風を取り戻すことを条件に、宝として奉っている木のアークを譲る約束をする。
レムル
ナナカの少年。風の洞窟へ向かったままの父親を心配し、主人公についてくる。
レムルの父
風に起こった異変の元凶を調べるべく風の洞窟へ向かった。
巨人
風の洞窟に眠っていたが、主人公の洞窟探索のあとに覚醒。ナナカを壊滅させ、シララの山を主人公ごと踏みつぶすなどした。
シルチス
クムに住む考古学者。遺跡の塔に出かけたきり戻っていない。
クーガ
古代人。長い眠りから目覚め、再び古代人の支配する世界を築こうとしている。

#### 闇の世界
闇
主人公とその仲間たちをフィギュアに変え、数々の世界で暗躍してきた黒幕。女性口調で喋るのが特徴で時にドスの利いたアクセントを付ける。何かを恐れているようにも見えるが、その正体は不明。

#### おとぎの世界
国王
ティンクルの王。おおかみ騒動に頭を痛めており、城に伝わる家宝を褒美として、おおかみ退治の志願者を募っている。裸だが、それを指摘した者はみな地下牢に入れてしまう。出典は『裸の王様』。
王子
ティンクルの王子。父親のふるまいを悲しんでいる。
おおかみ
ティンクルで悪事を働いているオオカミ。家を壊し食糧をたかり、城の兵士に大けがをさせたりしている。
赤ぼうし
母親の目を盗み、ひとりで祖母のお見舞いに向かったが、祖母と共に行方不明になってしまった。名前の由来は『赤ずきん』。
ゼペック
ガムの森でおおかみに突き飛ばされて倒れていた男。多くの人形と共に生活しており、中には言葉を話すものもいる。名前の由来は『ピノキオ』のゼペット。
ヒノキオ
ゼペックに作られた人形で、話す事もできる。おとぎの世界の冒険の後半には回復を行ってくれる。名前の由来は『ピノキオ』のピノキオ。
ワズ
世捨て人と呼ばれる魔法使いで、ティンクル北西のワズの塔に一人で住んでいる。国王の友人で、どんな願いも叶えられる魔力を持つという。名前の由来は『オズの魔法使い』。
ライオン
クルの森にいたライオン。勇気をもらうためにワズの塔を探しており、方向を間違ってクルの森に迷い込んだ。出典は『オズの魔法使い』のライオン。
エンゼルとグレーセル
お菓子の宿屋を営む男の子と女の子。グレーセルは占いも得意らしいが、本人に心当たりはないようだ。名前は『ヘンゼルとグレーテル』から。
仕立屋
かくしみの服を仕立てることができる男。少し変わった素材を扱うのが得意らしい。
イー、スー、チー
豚の三兄弟。隣り合う三軒の家のうちの二軒をおおかみに壊された。出典は『三匹の子豚』。
シンデレナ
意地悪な継母と二人の姉にいじめられているが、舞踏会で王子に見初められる。名の由来は『シンデレラ』から。
おとぎの国が救われた後に王子と結ばれるものの、城に迎えられてすぐに深い眠りに落ちてしまう。起こさなくとも進行に支障は無いが、難しい条件を乗り越えることによって目覚めさせることは可能。
マッチを売る女の子
宿屋の前にいる女の子。少し思い込みが激しく、夢見がち。出典は『マッチ売りの少女』。
少年
母親と金のガチョウと暮らす少年。高いところが好き。出典は『ジャックと豆の木』。
アリ
食べ物を蓄えるのに忙しいアリ。おおかみにたかられたことがある。出典は『アリとキリギリス』。
キリギリス
アリの友達。最近アリが遊んでくれないのでつまらないらしい。出典は『アリとキリギリス』。
こびと
小さすぎて目に見えない小人たち。何人いるか判別できないが、椅子の数と照らすと七人いると思われる。出典は『白雪姫』の七人のこびとか。

## 音楽
サウンドトラック
『ミスティックアーク　サウンドトラック』（KTCR1326/7, キティMME, 1995年7月26日）収録曲。
DISC-1：1.〜27. DISC-2：1.〜30.／作曲：森彰彦
- DISC-1
  1. いざ，冒険にゆかん！！
  2. 作曲家の休日は，いつもおだやかにすぎていく
  3. 母なる神の爾座
  4. 闘う君のひとみは，いつも美しい
  5. 水は，すべての生命の母である
  6. シャル・ウィ・ダンス？　〈ゲーム・オリジナル・サウンド・ヴァージョン〉
  7. ミスティック・アーク
  8. 母なる神の爾座
  9. 冒険への第一歩
  10. いざ，冒険にゆかん！！
  11. ブラッドフック号のテーマ
  12. ガンボス号のテーマ
  13. 闇の奥
  14. のぼれ！のぼれ！
  15. 迷宮のはてに
  16. 闇の手先が，ここにもいたか
  17. 「勝った！」
  18. さぁ，ちからみなぎる，おれが相手だ！
  19. 「うまくなったでしょう？」
  20. 波間にゆらゆら…zzz
  21. 作曲家の休日は，いつもおだやかにすぎていく
  22. ダウンタウン
  23. ここはどこ？私は森！
  24. 「ムフフ」
  25. 「なんたること！」
  26. 「やったね」
  27. ヘイ，たたかってるぜ！

- DISC-2
  1. 遊牧の民
  2. アローン
  3. 戦慄の館
  4. 我々がそこで見たものは！？
  5. 水は，すべての生命の母である
  6. ほら，あなたの背後にも…
  7. 洞窟の深淵で僕たちを待ちうけるやつらは，ちょっと手強いぞ
  8. 休みには，外の光を浴びよう
  9. 「む，無念…」
  10. 「俺は，いったい何を…」
  11. 記憶の糸
  12. シャル・ウィ・ダンス？
  13. 残されたのは，オルゴール
  14. 君のいないこの町は，もう僕には何も与えない
  15. パセティーク
  16. 少年の夏
  17. おとぎの国の物語
  18. およびでない？
  19. 前略，お元気ですか。こちらは相変わらずの毎日です。
  20. テクノ・ハウス
  21. 勝負の時
  22. 「でたな，怪物め！」
  23. ここが貴様の墓場となるのだ
  24. まだ，夜も明けきらないナナカの町を恐怖が襲う！
  25. 闘う君のひとみは，いつも美しい
  26. 神殿にかくされた真実
  27. おまえが闇の正体か
  28. 再生
  29. 誕生

## スタッフ
- キャラクター・デザイナー：山田章博
- モンスター・デザイナー：米田仁士
- 企画：今田真二、鈴木俊之、平井隆之、わたなべおさむ
- グラフィック・デザイナー：日下純、沼宮内純也、村中恵、かすやのりこ、押江孝信、たかはしゆきひろ
- メイン・プログラマー：すみたたけお
- サブ・プログラマー：よしだかずひろ
- アシスト・プログラマー：小沢一成、なかがわこういち
- プロデュース! スタッフ：まつもとともゆき、市川正樹
- 音楽：森彰彦
- サウンド・プログラマー：平沢道也
- スペシャル・サンクス：杉中直人、黒田浩文、石塚大輔、岩霧柾善、大和田一徳、池田寛、ぬきなみちよ、加賀谷陽子、めぐろてつや、しげまつけんいちろう
- アートワーク：おおつかたかし、大石直樹
- パブリシティー：曽根康征、斉藤義久
- テクニカル・サポート：矢作貞雄、武下善郎、本間和文、永瀬美和
- エニックス・スタッフ：本多圭司、丸山茂樹、山本秀樹、山岸功典、二見眞冶、渡辺泰仁、戸田淳、島村大三、犬塚太一、藤本広貴、早川陽一、中目乃利子、飯田真理子、宮崎智子
- プロデューサー：菊本裕智、斉藤陽介
- エグゼクティブ・プロデューサー：千田幸信
- パブリッシャー：福嶋康博

## 評価
ゲーム誌『ファミコン通信』の「クロスレビュー」では、7・8・8・8の合計31点（満40点）でシルバー殿堂を獲得、『ファミリーコンピュータMagazine』の読者投票による「ゲーム通信簿」での評価は以下の通り、22.9点（満30点）となっている。
| 項目 | キャラクタ | 音楽 | お買得度 | 操作性 | 熱中度 | オリジナリティ | 総合 |
| 得点 | 3.8        | 3.9  | 3.7      | 3.8    | 3.8    | 3.9            | 22.9 |

- ゲームムック『ハード末期に発売された名作ゲーム集』では「オリジナルのシステムなども数多いが、初心者でも親しみやすい作品に仕上げられている」「全体を通じて『生命の誕生』をテーマとした重厚かつ衒学的なシナリオもやり応え十分だ」と評されている[5]。

## 漫画版
- 岩佐あきらこ 『ミスティックアーク』
  - 月刊Gファンタジー（エニックス）1996年1月号から1997年6月号にかけて連載された。舞台やキャラクターはゲームとほぼ同じだが、設定やストーリーは大きく異なる。
  - 単行本は全3巻。
    - 第1巻　（エニックス, 1996年8月） ISBN 4-87025-568-5
    - 第2巻　（エニックス, 1997年2月） ISBN 4-87025-578-2
    - 第3巻　（エニックス, 1997年8月） ISBN 4-87025-588-X

## 関連書籍
- 『ミスティックアーク公式ガイドブック』（エニックス, 1995年7月14日） ISBN 4-87025-822-6
- 『ミスティックアーク攻略法典』（覇王ゲームスペシャル30, 講談社, 1995年8月4日） ISBN 4-06-329230-4
- 『山田章博の世界　ミスティックアークアートワークス』（ソフトバンククリエイティブ, 2000年4月） ISBN 4-7973-0940-7

## 関連作品
『エルナード』（1993年）
『ブレインロード』（1994年）
SFCソフト『エルナード』との関連が強い。
- リリースはされなかったが、北米において『ミスティックアーク』は『The 7th saga II』の名でゲーム情報誌に告知がなされた。『The 7th saga』は『エルナード』を北米向けにローカライズしたタイトルであり、海外では本作のローカライズに際して『エルナード』の続編として企画されていた。
- レーダーによるモンスター表示、戦闘画面、七つのアークなどが共通である。
- デフォルトの主人公名が、男（レミール）は『ブレインロード』の主人公と同じ、女（フェリス）は『ブレインロード』のNPCと同じである。また、レミールは『エルナード』のスタート地点の町と同名である。
- 女神像のドット・グラフィックは『ブレインロード』のフェリスを基にしている。
- 『エルナード』に出現したものと同名かつ同一デザインのモンスターが数多く存在する。
- 上記以外にも共通の名称のNPCが登場する。